# Lidija Arsienjewa
Lidija Pawłowna Arsienjewa (ros. Лидия Павловна Арсеньева, ur. 4 grudnia 1940 we wsi Nagornoje w rejonie klińskim w obwodzie moskiewskim, zm. 16 czerwca 2020 w Twerze) – radziecka prządka, przodownica pracy, Bohater Pracy Socjalistycznej (1981).

## Życiorys
Uczyła się w szkole wiejskiej i równocześnie pracowała w gospodarstwie rolnym m.in. jako dójka. Ukończyła szkołę fabryczno-zawodową. Pracowała w kombinacie bawełnianym w Kalininie (obecnie Twer) jako prządka. Plan pięcioletni 1971-1975 wykonała w trzy lata. Od 1975 pracowała w kombinacie tekstylnym w Iwanowie, gdzie podczas kolejnej pięciolatki 1976-1980 wykonywała pracę za dwie osoby, wykonując dwie pięcioletnie normy. Należała do KPZR, w 1981 była delegatem na XXVI Zjazd partii.

## Odznaczenia
- Medal Sierp i Młot Bohatera Pracy Socjalistycznej (17 marca 1981)
- Order Lenina (dwukrotnie, 5 kwietnia 1971 i 17 marca 1981)
- Order „Znak Honoru” (5 kwietnia 1971)

I medale.